# Друя
Дру́я (біл. Друя) — село, у минулому смт, у Вітебській області Білорусі, у Браславському району. Село розташоване в прикордонній зоні, тому в'їзд до нього здійснюється тільки за спеціальними перепустками. Адміністративний центр — Друєвської сільської ради. Населення села становить 1,5 тис. осіб (2006).

## Географія
Село розташоване на лівому березі річки Західна Двіна, у місці впадіння в неї Друйки, на кордоні Білорусі та Латвії. На протилежному березі розташоване латвійське селище Пієдруя. Навколо села простяглись ліси, де водяться різноманітні мисливські тварини. Сюди на полювання приїздить багато іноземців, особливо італійців.

## Історія

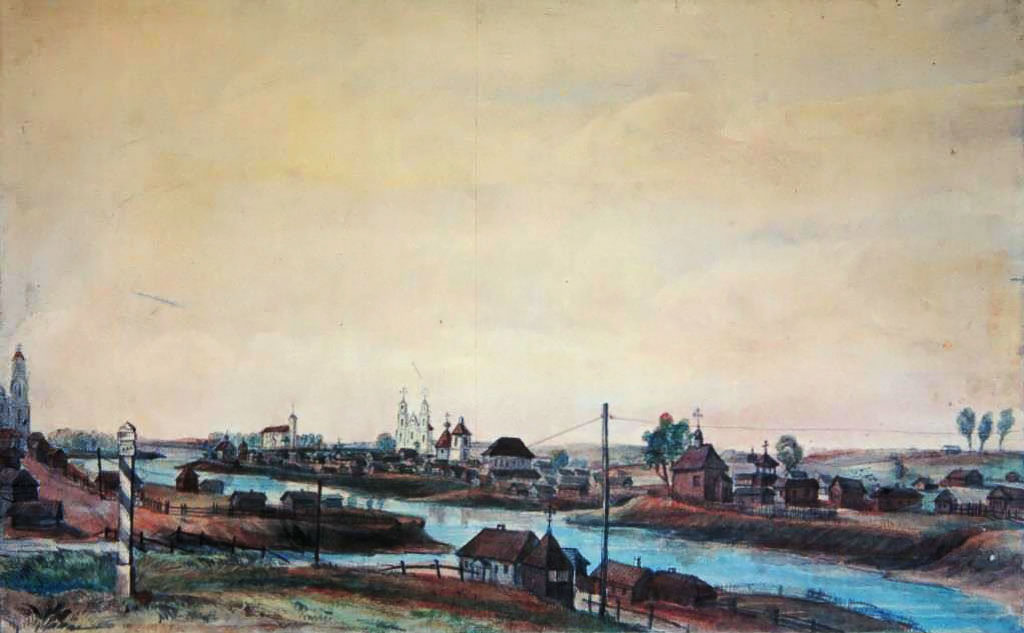
Панорама Друї, 1864 рік

Друя вперше згадується в XIV столітті в хроніках Мацея Стрийковського як містечко Полоцького князівства. У XIV–XVIII століттях тут існувала фортеця. У XVI 
 столітті тут було створене Друйське євангеліє. 1515 року містечко було спалене московськими військами. 1620 року Друя отримала Магдебурзьке право та офіційний герб. 1632 року місто знову було зруйноване військами московського царя Михайла Романова.
1632 року, у війну Московської держави з Річчю Посполитою (1632—1634), Друю зруйнували війська царя московського Михайла Федоровича. Станом на 1643 рік у місті чітко виділялося кілька частин. Найбільш древні, у гирлі Друйкі, налічувала 103 дими. У Сапежине малося 108 димів, тут знаходилися ринок, ратуша і більшість із сакральних споруд Друї. Поруч розташовувалася передмісті з замком. Існувала також задвінська частина Друї — Прідруйская (нині у складі Латвії). Всього в місті налічувалося 306 димів, близько 100 трактирів, близько 2 тис. мешканців. Серед ремісників були рибалки, гончарі, Олейник, шевці, лимаря, СЯДЛЯР, коваль, кравець, тесляр і ін. В магістратських актах XVIII ст. згадуються також шапнікі, сьніцари, ткачі, Котляров, бляхарі, мечник, ливарник та інші.
Впродовж XVII—XVIII століть Друя належала до середніх міст Великого Князівства Литовського і була значним ремісничим і торговим центром, де існувала цехова організація ремісників. Торговельне значення міста зумовило Двіна — найважливіша торгова артерія в Середньовіччі. Крім цього, Друя була центром латифундії — крупного землеволодіння Сапегів (в XVIII ст. Називалася Друйском графством). Серед ремісників були музиканти, скоморохи, муляри й Богомазов. Тут навіть навчали іконопису. У місті побудували близько 20 церков. Багато з них були видатними пам'ятниками зодчества. В Друї діяли декілька монастирів, у тому числі Бернардинское, домініканський і православний монастир. При домініканському монастирі існував шпиталь, у якому в 1677 знаходився короткий час на лікуванні відомий хорватський просвітитель і енциклопедистів Ю. Крижанич.
У Тринадцятирічну війну (1654—1667) Друю кілька разів нищили московські загарбники. У 1700 році Олександр Сапега передав Друйського володіння в топорище барону Мантевфелю, з 1705 року на короткий час місцевість стали власністю Огінських. У XVIII століття через місто проходив сухопутний торговий шлях з Торопца у Кенігсберг. В цей період Друя отримала популярність як центр виробництва і торгівлі юфцю. Друя постраждала під час Великої Північної війни (1700—1721). У 1701 році проїздом з бірж в Друї зупинявся цар московський Петро I. Станом на 1725 рік у Друї налічувалося 116 будинків, на 1790 рік — 488 дерев'яних будинків, 13 будинків, 6 заїжджих будинків.
В результаті першого поділу Речі Посполитої (1772) до Російської імперії відійшов Прідруйская. У Друї розміщувалися прикордонні частини Речі Посполитої. 16 травня 1776 в місті сталася велика пожежа, у якому згоріло 125 будинків. Існують відомості, що наприкінці XVIII століття у Друї діяла парафіяльна школа (станом 1774 рік — 9 учнів, 1781 — 19, 1782 — 16).
В результаті другого поділу Речі Посполитої (1793) Друя опинилася в складі Російської імперії, у Дісенському повіті Мінської губернії, з 1842 року — Віленської губернії. Наприкінці XVIII століття через місто проходив поштовий тракт Петербург — Відень. 27 лютого 1800 російський Сенат своїм указом підтвердив для Друї право на самоврядування. В XIX ст. місцевість знаходилась у володінні Ігестромів, потім Мілош. У війну 1812 року в околицях Друї сталося кілька сутичок частин корпусу П. Вітгенштейна під командою Я. Кульнева з французькою кавалерією. Станом на 1825 рік в місті було 426 дерев'яних будівель, 15 будинків, 54 магазини, 31 питний будинок, діяли 3 монастирі. У 1860 році з'явився проєкт Міського герба, який містив відображення їли, трьох шестикінечної хрестів і Погоні. У 1864 році Д. Струков зробив 16 акварелей з виглядами архітектурних пам'яток і предметів старовини Друї, а у 1875  році Н. Орда зробив замальовку Друйського Бернардинського костелу.
Станом на 1904 рік у Друї налічувалося 359 будівель, 52 магазини, 13 сакральних споруд, 3 шкіряні заводи (10 робітників), 275 ремісників; регулярно проводилося 8 ярмарків). У Першу світову війну близько місця проходив фронт, тут стояв 5-тисячний гарнізон російських військ, малося величезну кількість тилових установ. В цей час для потреб фронту побудували вузькоколійку Бальбінава — Друя — Браслав — Опса. 30 серпня 1919 року Друю зайняли польські війська, 5 липня 1920 року — більшовики.
У 2006 році селище було понижене в статусі до села через зменшення населення та зміну структури зайнятості мешканців.

## Транспорт
Друя є кінцевою залізничною станцією на гілці Воропаєво — Друя. Із Друї курсує регіональний поїзд економкласу до станції Воропаєво. Автобусна станція з'єднує село з Браславом та Міорами.

## Культура й освіта
У Друї діє середня школа, музична школа, функціонують дитячий будинок сімейного типу і дитсадок.

## Видатні місця
- Церква Святих Петра й Павла (XVIII)
- Борисовий камінь з гирла річки Друйка (XII століття)
- Історична забудова (кінець ХІХ — початок ХХ століть; фрагменти)
- Замок (в XIX ст. Перетворений на палац, нині лікарня; зберігся частково)
- Костел Пресвятої Трійці і монастир бернардинів (1643—1646)
- Парк (XVIII ст.; Закладений Сапєгами)
- Садиба (кін. XIX ст.)
- Церква Благовіщення Пресвятої Богородиці (1822)
- Церква цвинтарна (XIX століття)
- Церква Святих Апостолів Петра і Павла (XVIII ст.; Колишня греко-католицька)
- Костел Святого Антонія і монастир домініканців (1767; зруйновані на поч. XX ст. владою Російської імперії)